# Telepathy
Telepathy es un framework de comunicaciones en tiempo real, usado para dotar a las aplicaciones (clientes) con la capacidad de compartir información, usando medios como la mensajería instantánea, Voz IP o videoconferencia. Usa D-Bus.

## Implementaciones
Telepathy posee una arquitectura modular, por lo que cada cliente y cada backend de un protocolo pueden ejecutarse como procesos separados. Telepathy tiene varios Connection Managers, que son implementaciones libres de varios protocolos, como:
- Butterfly: para Windows Live Messenger;
- Gabble: para XMPP, incluyendo soporte para Jingle;
- Haze: para acceder a los protocolos soportador por Pidgin (AIM, ICQ, Yahoo, MSN, etc.);
- Idle: para IRC;
- Rakia: para SIP;
- Salut: para conexiones locales XMPP.
- Spirit: para el protocolo de Skype en el Nokia N900 y Nokia N9.

Mission Control es el nombre del componente que almacena las cuentas y coordina el lanzamiento de los Connection Managers y los clientes.
Tubes son los mecanismos de Telepathy para soporte de transferencia arbitraria de datos y comunicación entre procesos remota.

## Aplicaciones
- Empathy;
- KDE Telepathy;
- Sugar.[4]